# Naci Erdem
Naci Erdem (Istanboel, 28 januari 1931 – aldaar, 28 maart 2022) was een Turks voetballer en voetbaltrainer. Hij maakte deel uit van de selectie van het Turks voetbalelftal voor het wereldkampioenschap voetbal 1954.

## Carrière
Erdem begon zijn voetbalcarrière bij Fatih Karagümrük maar zou uiteindelijk het grootste deel van zijn carrière bij Fenerbahçe SK doorbrengen. Tijdens zijn verblijf van tien jaar bij deze club won hij zowel twee regionale als twee nationale kampioenschappen. In 1964 kwam hij, na een korte passage bij Beyoğluspor, terecht bij Galatasaray SK. Hij speelde slechts twee seizoenen voor deze club, waar hij ook in beide seizoenen de Turkse voetbalbeker won.
In 1954 werd Erdem voor het eerst opgeroepen voor het Turks voetbalelftal. Tijdens het wereldkampioenschap voetbal van datzelfde jaar eindigde Turkije tweede in zijn groep, op gelijke punten met West-Duitsland, waardoor een extra play-offwedstrijd zou bepalen wie van beide landen er zou doorgaan naar de volgende ronde. Het was in deze play-offwedstrijd dat Erdem zijn debuut zou maken voor zijn nationale elftal. De wedstrijd werd met 7-2 gewonnen door West-Duitsland, wat de uitschakeling voor Turkije betekende. Deze wedstrijd was tevens de enige die Erdem voor zijn land zou spelen op een groot landentoernooi.

## Erelijst
| Competitie           |               |                  |               |               |
| Competitie           | Aantal        | Jaren            |               |               |
| Fenerbahçe SK        | Fenerbahçe SK | Fenerbahçe SK    | Fenerbahçe SK | Fenerbahçe SK |
| -------------------- | ------------- | ---------------- | ------------- | ------------- |
| İstanbul Futbol Ligi | 2x            | 1956/57, 1958/59 |               |               |
| Süper Lig            | 2x            | 1959, 1960/61    |               |               |
| Galatasaray SK       |               |                  |               |               |
| Türkiye Kupası       | 2x            | 1964/65, 1965/66 |               |               |